# 毛杓兰
毛杓兰（学名：Cypripedium franchetii）为兰科杓兰属下的一个种。

## 扩展阅读
- 維基物種上的相關：毛杓兰